# Marco Mathis
Marco Mathis (Tettnang, 7 aprile 1994) è un ex ciclista su strada e pistard tedesco, professionista dal 2017 al 2020.
Nel 2016 a Doha si è laureato campione del mondo a cronometro Under-23. Passato professionista nel 2017 con il Team Katusha Alpecin, dal 2019 al 2020 gareggia per la Cofidis, ma senza ottenere successi.

## Palmarès

### Strada
- 2016 (Rad-Net Rose Team)

Campionati del mondo, Prova a cronometro Under-23

#### Altri successi
- 2016 (Rad-Net Rose Team)

Classifica giovani Dookoła Mazowsza

### Pista
- 2016

Campionati tedeschi, Inseguimento individuale
Campionati tedeschi, Inseguimento a squadre (con Maximilian Beyer, Leif Lampater e Lucas Liß)
- 2021

1ª prova Coppa delle Nazioni, Inseguimento a squadre (Hong Kong, con Felix Groß, Theo Reinhardt, Leon Rohde e Domenic Weinstein)

## Piazzamenti

### Grandi Giri
- Giro d'Italia

2020: 130º

### Classiche monumento
- Liegi-Bastogne-Liegi

2019: ritirato

### Competizioni mondiali
- Campionati del mondo su strada

Doha 2016 - Cronometro Under-23: vincitore
Doha 2016 - In linea Under-23: 24º

### Competizioni europee
- Campionati europei su strada

Herning 2017 - Cronometro Elite: 8º
Herning 2017 - In linea Elite: 71º
Glasgow 2018 - Cronometro Elite: 14º
Alkmaar 2019 - Staffetta mista: 2º
Alkmaar 2019  - Cronometro Elite: 21º
Alkmaar 2019 - In linea Elite: ritirato
- Campionati europei su pista

Anadia 2014 - Inseguimento a squadre Under-23: 3º
Atene 2015 - Inseguimento individuale Under-23: 5º